# 程其保
程其保（1895年12月20日—1975年5月29日），名璨，別號稚秋、穉秋，江西省南昌縣人，先世由河南遷安徽歙縣，避太平天國之亂，再遷至江西南昌。民國37年（1948年）在大學暨獨立學院教員團體當選第一屆立法委員

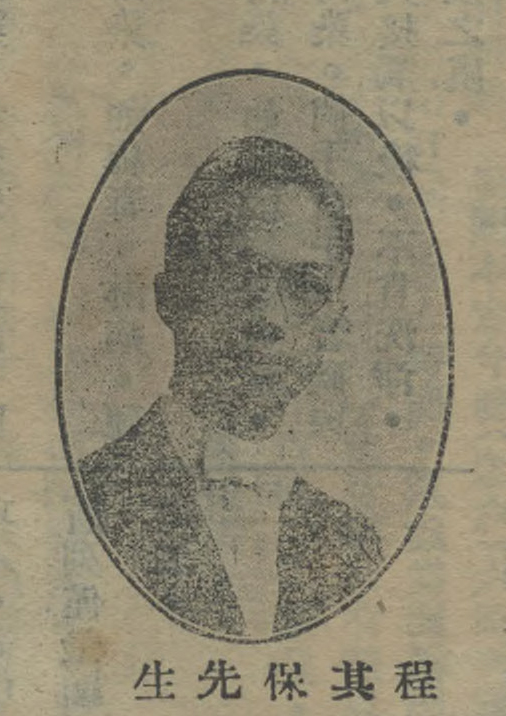
寰球中國學生會程其保先生

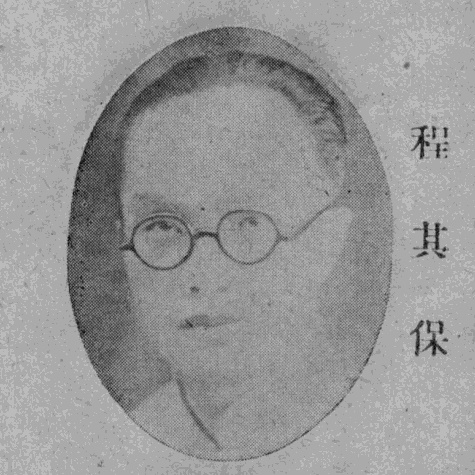
寰球中國學生會程其保先生

## 生平[2][3]
- 宣統二年（1910），畢業於南昌第一高等小學堂。
- 宣統三年（1911），考取清華學堂，民國七年畢業
- 遊學美國，進入明尼蘇達州韓姆林大學（Hamline University），獲得學士學位，破該校獲得學士學位在學期限最短紀錄。赴法國巴黎，辦理華工補習教育，在法國工作結束後，又再度赴美，進芝加哥大學攻讀碩士學位。畢業後轉赴哥倫比亞大學師範學院選讀博士學分。其母校韓姆林大學，在五十年後，授予榮譽法學博士學位。
- 返國後，先在國立東南大學任教，民國十四年，出任上海商科大學代理校長。後辭職離開上海，應山東濟南齊魯大學聘兼教務長；後任濟南市政府秘書長，不久又受國立中央大學聘任教育行政學教授，再兼教育學院院長。我國選派教育考察團赴歐洲考察，程氏任團長率五名團員，歷赴英、法、德、蘇等八國；數月後出任湖北省政府委員兼教育廳廳長[4]三年。嗣轉至中央政治學校任教授。抗戰隨政府入川，兼任邊疆學校主任，繼任中國國民黨黨政工作考核委員會教育主任，後接西康省政府委員兼教育廳廳長[5]。抗戰勝利後，至國立政治大學執教；不久奉派調查東北九省教育，先後平息東北大學等校學潮。歷任山東省政府縣長考試委員會襄校委員[6]、湖北省普通考試試務處處長[7]、高等考試初試典試委員[8]、二十九年普通考試再試典試委員[9]
- 民國三十六年，當選為教育團體立法委員，民國四十年，任聯合國文教組教育組主任，經立法院會議決議，認為兼任官吏應喪失其立法委員資格，註銷名籍[10][11]
- 民國四十九年，奉派為中華民國出席聯合國教育科學暨文化組織第十一屆大會代表[12]，並擔任該組織之教育處副處長。 聯合國教科文組織聘約期滿後，赴美任漢諾威大學（Hanover）教授。在美國二十七年，先後創設中美文化圓桌會議，全美華學教師協會，主持中華文化協會，兼主持中華文化復興促進會。民國六十四年五月，病逝美國紐約。